# Große Pinselschwanz-Baummaus
Die Große Pinselschwanz-Baummaus (Chiropodomys major) ist ein auf Borneo verbreitetes Nagetier in der Unterfamilie der Altweltmäuse. Sie ähnelt stark der Palawan-Pinselschwanz-Baummaus (Chiropodomys calamianensis).

## Merkmale
Die Exemplare sind mit einer Kopf-Rumpf-Länge von 94 bis 114 mm, einer Schwanzlänge von 109 bis 144 mm sowie mit einem Gewicht von 32 bis 43 g große Gattungsvertreter. Die Hinterfüße sind 21 bis 28 mm lang und die Länge der Ohren beträgt 13 bis 27 mm. Der Kopf ist durch große Augen, hellgraue bis weiße Wangen, Ohren mit leichter Haarbedeckung und dünne Vibrissen gekennzeichnet. Mit Ausnahme der großen Zehen, die einen Nagel tragen, sind alle Finger und Zehen mit Krallen ausgerüstet. Die für Pinselschwanz-Baummäuse typische Quaste ist gut ausgeprägt. Das graubraune Fell der Oberseite kann rötliche Tönungen aufweisen. Zu den Seiten hin überwiegt die graue Färbung und die Unterseite ist meist cremefarben bis weiß sowie selten hellbraun. Die Grenze zwischen den dunklen und hellen Bereichen ist deutlich. Die vier Zitzen der Weibchen liegen im Leistenbereich.

## Verbreitung
Das Verbreitungsgebiet liegt im Norden von Borneo in Malaysia. Möglicherweise erreicht die Art auf der Insel Gebiete von Indonesien und Brunei. Sie hält sich im Flachland und in Gebirgen bis 1500 Meter Höhe auf. Die Exemplare bewohnen immergrüne Wälder und Bergwälder. Jahreszeitliche Wanderungen werden angenommen.

## Lebensweise
Die Große Pinselschwanz-Baummaus ist ein nachtaktives Tier, das überwiegend in Bäumen klettert. Die Exemplare nutzen am Tage Baumhöhlen und Erdlöcher zwischen Wurzeln als Verstecke. Die Nahrung besteht aus verschiedenen Pflanzenteilen. Die Reviergröße variiert bei Weibchen zwischen 200 und 2600 m², während Männchen ein 1600 bis 4600 m² großes Territorium bewohnen. Unabhängig vom Geschlecht kommen Überlappungen der Reviere vor.

## Gefährdung
Der Bestand ist durch Waldrodungen bedroht, die auch im Nationalpark Kinabalu stattfinden. Die Große Pinselschwanz-Baummaus kann sich zu einem gewissen Grad an Landschaftsveränderungen anpassen. Von den baumbewohnenden Nagern Borneos tritt sie am häufigsten auf. Die IUCN listet die Art als nicht gefährdet (least concern).